# 河魨毒素假交替單胞菌
河魨毒素假交替單胞菌(Pseudoalteromonas tetraodonis)  是一種由河豚表面黏液分離出的海洋細菌。這種細菌會分泌河豚毒素(TTX,  tetrodotoxin)，一種神經毒素。 最初是在1990年被敘述為Alteromonas tetraodonia，但後來在2001年，種名被重新分類至Pseudoalteromonas。

## 外部連結
- Type strain of Pseudoalteromonas tetraodonis at BacDive -  the Bacterial Diversity Metadatabase （页面存档备份，存于）